# Selånger SK
Selånger SK, Selånger Sportklubb (SSK), är en förening som grundades 1921 i Sundsvall och som i början hade flera grenar med på programmet. Först ut var orientering. Andra sektioner som bildades var friidrott, cykelsport, gång, konståkning, bordtennis, handboll, fotboll, skidsport och bandy. Efter beslut under ett extrainsatt årsmöte den 19 juni 1991 beslutades att ombilda Selånger SK till en idrottsallians med namnet Selånger SK IA från 1 oktober samma år. Alliansen består av de tre föreningarna Selånger SK Bandy, Selånger SK Fotboll och Selånger SOK. Bandyherrarna spelade 26 säsonger i Sveriges högsta division.
Skid- och orienteringsverksamheten är den som bärgat flest medaljer till klubben genom tiderna. Där finns både SM-, EM-, VM- och OS-medaljer representerade. De kanske mest kända namnen är Sven Selånger, Anna-Lisa Eriksson och Arja Hannus. Selånger SK IA har sin hemvist i Selångers församling väster om Sundsvall. Selånger SK IA arrangerar varje år en marknad i Bergsåker. Selånger Marknad har blivit utsedd till Sveriges bästa marknad ett flertal tillfällen och lockar årligen ca 100 000 besökare under de tre dagarna den pågår.

### Fotnoter
1. ↑  ”Ödesåret”. Selånger SK. 15 juli 2021. Arkiverad från originalet den 10 oktober 2021. https://web.archive.org/web/20211010172348/https://www.svenskalag.se/selangersk-selanger100ar/nyheter/1608103/odesaret-selanger-splittras-i-tre-delar. Läst 10 oktober 2021.
2. ↑  ”Maratontabell”. Svenska Bandyförbundet. Arkiverad från originalet den 9 juni 2021. https://web.archive.org/web/20210609092610/https://old.svenskbandy.se/globalassets/svenska-bandyforbundet/pdf-filer/tavling--resultat/elitserien/maratontabell-tom-2020.pdf. Läst 4 augusti 2021.